# 屈亚
屈亚（法語：Culhat）是法国多姆山省的一个市镇，属于梯也尔区（Thiers）勒祖县（Lezoux）。该市镇总面积18.74平方公里，2009年时的人口为1021人。

## 人口
屈亚人口变化图示